# Riot Ten
Christopher Wilson (El Paso, Texas, 27 de octubre de 1992), más conocido por su nombre artístico Riot Ten, es un DJ y productor estadounidense con sede en El Paso, Texas. Es conocido por su producción de dubstep y hardtrap y actualmente está firmado con Dim Mak de Steve Aoki, con música adicional en Rotten Recordings de Excision, Never Say Die Records, Disciple Records y Firepower, así como remixes en Atlantic Records, Interscope Records. y RCA Records. Desde 2016, Wilson ha realizado giras junto a Yellow Claw, Adventure Club, Steve Aoki, Kayzo, Pegboard Nerds y Excision.

## Carrera
En 2016, Riot Ten lanzó su EP debut Hype Or Die: Headbangerz en Firepower Records de Datsik. El EP incluyó su sencillo "Like Kanye" con el artista de dancehall de Trinidad, Bunji Garlin. Luego firmó con Dim Mak Records de Steve Aoki, donde lanzó su ahora famoso himno dubstep "Rail Breaker".

## Discografía

### Álbumes
- Blkmrkt Vol. 1 (2020)
- Hype Or Die: Homecoming (2021)

### Pistas

#### 2018
- Hype or Die: The Dead EP
- Hype or Die: Genesis EP

#### 2019
- Hype or Die: Sun City EP
- Hype or Die: Nightmares (album)

### Sencillos

#### 2016
- "Like Kanye" (featuring Bunji Garlin)
- "Hit The Floor" (con Sullivan King)
- "F**k It" (con Sullivan King)

#### 2017
- "Rail Breaker" (featuring Rico Act)
- "Headbusta" (featuring Milano The Don)
- "Scream" (con Sirenz)

#### 2018
- "No Surrender" (featuring Jeff Kush)
- "Act A Fool" (con Throwdown featuring Bok Nero)

#### 2019
- "Glocks" (con Saymyname featuring Milano The Don)
- "Come Back" (con Gentlemens Club)

#### 2020
- "Lost Your Mind"
- "Ultimate" (con Shaquille O'Neal featuring T-Wayne)
- "Save You" (con Whales featuring Megan Stokes)
- "Wanna Go" (con Charly Jordan)
- "Bang Bang" (con Cesqeaux)
- "Tiktok" (con Jvck featuring $teve Cannon)
- "Run It" (con Bear Grillz featuring Bok Nero)

#### 2021
- "Poppin" (con Chrmdrs featuring Krystall Poppin)
- "Get Out" (con Starx featuring Blupill and Dopeboylo)
- "Don't You"
- "Ready For War" (con Dogma featuring Joe Buras)[4]
- "Control" (featuring Add1ction)
- "Ngmf" (con Gammer)
- "Mawlee" (featuring Young Buck and Skrillex.[5]

#### 2022
- "Bussin Bussin" (con SubDocta featuring JV Rhymes)[6]

### Remixes

#### 2018
- Herobust — "WTF" (Riot Ten Remix)
- Sullivan King — "Begone" (Riot Ten Remix)

#### 2020
- DJ Snake and Eptic - "Southside" (Riot Ten Remix)
- Modestep - "The Fallout" (Riot Ten Remix)

#### 2022
- Steve Aoki featuring Miss Palmer - "No Beef" (Riot Ten and Crankdat Remix)[7]